# Черкаський Леонід Мусійович
Черкаський Леонід Мусійович (9 грудня 1938) — заслужений працівник культури України, завідувач відділу Музею театрального, музичного та кіномистецтва України, професор кафедри естрадного виконавства Національної академії керівних кадрів культури і мистецтв.
З 1969 р. по липень 2009 р. — завідувач науково-дослідним відділом українських народних музичних інструментів Державного музею театрального, музичного та кіномистецтва України, а з 1 липня 2009 р. — провідний науковий співробітник музею.
Упродовж 40 років роботи в музеї зібрав унікальну колекцію українських народних інструментів, яка нараховує близько 600 одиниць, представлялась на багатьох виставках в Україні і за кордоном та є практичним базовим підґрунтям для музикознавців ДАКККіМ.
На кафедрі музикології Л. М. Черкаський читає курс лекцій по предметах: «Народні музичні інструменти», «Експертиза народних музичних інструментів», «Технологія виготовлення та реставрації», «Експертна справа».
З 2002 р. — музичний експерт, якому надано право здійснювати державну експертизу музичних інструментів.
З 2011 р. — входить до складу наглядових рад Національного академічного оркестру народних інструментів та Національної заслуженої капели бандуристів імені Г. І. Майбороди
Постійно пропагує український народний інструментарій різними формами і методами наукової і науково-просвітницької діяльності, виступаючи постійно в пресі, на телебаченні та по радіомовленню.
Автор численних наукових статей, доповідей, досліджень, науково-методичних розробок. Його вагомими здобутками є також книги:
1. Черкаський Л. М., Живії струни України — К.:КМА — 1999
2. Черкаський Л. М., Народні музичні інструменти — К.:Техніка — 2003 — ISBN 966-575-111-5
3. Черкаський Л. М., Українські народні музичні інструменти (навчальний посібник для вузів культури та мистецтв) — К.:ДАКККіМ — 2005
4. Український народний музичний інструментарій на межі тисячоліть, Автор-упорядник Л.Черкаський — К.:ДАКККіМ — 2007
5. Черкаський Л. М., Інструменти українського народу — К.:Балтія — 2007